# Boloceractis
Boloceractis is een geslacht van zeeanemonen uit de klasse van de Anthozoa (bloemdieren).

## Soort
- Boloceractis gopalai Panikkar, 1937